# 1413

سنة 1413 كانت سنة بسيطة تبدأ يوم الأحد (سوف يظهر الرابط التقويم الكامل للعام) حسب التقويم اليولياني.

## أحداث
- 21 مارس - هنري الخامس يتولى عرش إنجلترا

## مواليد
محمد الحقباني مؤسس زالي

## وفيات
- 20 مارس - هنري الرابع (إنجلترا) ملك إنجلترا.